# کوه اوشیرو
کوه اوشیرو (به ژاپنی: 後山 Ushiro-yama) کوهی است که در شیسو، هیوگو، استان هیوگو و میماساکا، اوکایاما، استان اوکایاما در ژاپن قرار دارد.